# Christian Lattanzio
Christian Lattanzio (10 september 1971) is een Italiaans voetbalcoach die sinds juni 2024 aan de slag was bij de Belgische eersteklasser STVV. Hij werd ontslagen op 3 september 2024 na amper 6 speeldagen.

## Carrière
Na de voltooiing van zijn universitaire studies in Rome verhuisde Lattanzio naar Engeland, waar hij na verloop van tijd aan de slag kon als jeugdcoach bij West Ham United. Hij bleef zeven jaar bij West Ham en bouwde in die tijd een stevig netwerk op. Mede hierdoor maakte hij deel uit van het team van zijn landgenoot Fabio Capello bij de Engelse nationale ploeg en kon hij bij het Manchester City van zijn landgenoot Roberto Mancini aan de slag als mental coach.
Bij Manchester City kwam Lattanzio in contact met Patrick Vieira, die in mei 2013 werd aangesteld als beloftencoach van de club. Lattanzio, die op dat moment al drie jaar actief was bij de club, kreeg niet veel later een plek in het team van Vieira. Toen Vieira de kans kreeg omhoofdcoach te worden van New York City, de Amerikaanse zusterclub van Manchester City, volgde Lattanzio hem naar de Verenigde Staten. Bij New York City ging Lattanzio aan de slag als assistent-trainer. In de zomer volgde Lattanzio de voormalige Franse wereldkampioen ook naar OGC Nice. Toen Vieira er in december 2020 ontslagen werd, kreeg ook Lattanzio de bons.
In de zomer van 2021 werd Lattanzio aangesteld als assistent van Miguel Ángel Ramírez bij Charlotte FC, een jonge Amerikaanse club die in het seizoen 2022 zijn intrede zou maken in de Major Soccer League. Toen Ramírez op 31 mei 2022 ontslagen werd, kreeg Lattanzio de kans om het seizoen uit te doen als interim-trainer. In oktober 2022 werd Lattanzio definitief aangesteld als hoofdtrainer van de club. Ruim een jaar later, in november 2023, werd Lattanzio ontslagen.
In juni 2024 werd Lattanzio de nieuwe trainer van de Belgische eersteklasser Sint-Truidense VV, die kort daarvoor zijn trainer Thorsten Fink naar streekrivaal KRC Genk had zien overstappen. Op 3 september 2024 werd Lattanzio al ontslagen.
2 Ogawa ·
4 Belaïd ·
5 Taniguchi ·
6 Yanamoto ·
7 Brahimi ·
8 Fujita ·
9 Ferrari ·
10 Lamkel Zé ·
11 Delpupo ·
12 Coppens ·
13 Ito ·
14 Dumont ·
15 Zahiroleslam ·
16 Kokubo ·
19 Patris ·
20 Van Helden ·
21 Lendfers ·
22 Janssens ·
23 Barnes ·
24 Mindombe ·
25 Teuchy ·
27 Ananou ·
31 Godeau  ·
33 Diriken ·
34 Lambotte ·
37 Alexis ·
60 Vanwesemael ·
91 Bertaccini ·
Coach: Mazzù